# Hi-Ka-Ri
『Hi-ka-Ri』（ひかり）は、久川綾のアルバム。バップからリリースされたフルアルバム2作目。

## 解説
久川綾は全曲を歌唱した他、作詞8曲、作曲2曲を担当している。通常のCDジャケット(20ページ)の他、16ページのフォトブックと1995年（発売年）4 - 11月のカレンダー（CDジャケットサイズ）が付属しており、紙製の外箱型ジャケットに収納されている。なお、山本はるきちはサウンド・プロデュース担当としてクレジットされている。

## 収録曲
1. Tila-so-Tilalifo〜風を感じて〜 (5:06)
  - 作詞：田島浩二、作曲・編曲：山本はるきち
2. 青い空を抱きしめたい (3:56)
  - 作詞：久川綾、作曲・編曲：山本はるきち
3. Shiny Day (4:08)
  - 作詞：田島浩二、作曲・編曲：山本はるきち
  - ラジオ『久川綾のSHINY NIGHT』オープニング曲
4. ピースケのうた (3:35)
  - 作詞・作曲：久川綾、編曲：山本はるきち
  - ラジオ『久川綾のSHINY NIGHT』エンディング曲
5. 水のラビリンス (4:31)
  - 作詞：久川綾、作曲・編曲：山本はるきち
6. HALLELUJAH (4:08)
  - 作詞・作曲：田島浩二、編曲：山本はるきち・田島浩二
7. 人生、祭りやっっ (4:29)
  - 作詞：久川綾、作曲・編曲：山本はるきち
8. 赤い砂時計 (4:30)
  - 作詞・作曲：久川綾、編曲：山本はるきち
9. Rainy blue (4:11)
  - 作詞：久川綾、作曲・編曲：山本はるきち
10. Sunday (5:03)
  - 作詞：久川綾、作曲・編曲：山本はるきち
11. Hi-Ka-Ri (5:53)
  - 作詞：久川綾、作曲・編曲：山本はるきち
  - ※ 曲毎の収録時間はライナーノーツ未記載の為ディスク(VPCG-84247)を実測。